# Ашанти (регион)
Ашанти (на английски: Ashanti) е регион в централната част на Гана. Името на региона произлиза от населението му – етническата група ашанти. Площта на региона е 24 389 квадратни километра, а населението 5 661 728 души (по изчисления от септември 2018 г.). Столицата на региона е град Кумаси. Ашанти е разделен на 21 общини.
В региона се отглежда много какао, има и богати залежи на злато.